# Thatcher (Arizona)
Thatcher ist eine US-amerikanische Stadt im Graham County im Süd-Osten des Bundesstaats Arizona.
Das U.S. Census Bureau hat bei der Volkszählung 2020 eine Einwohnerzahl von 5.231 ermittelt.
Der County ist benannt nach dem höchsten Berg der Gegend, dem Mount Graham. Auf dem Mount Graham befindet sich eines der größten Observatorien der USA, das Large Binocular Telescope.
Nachbarstädte von Thatcher sind Safford und Pima. Die Stadt wird vom U.S. Highway 70 tangiert und beheimatet das Eastern Arizona College.